# Comuna Deimanivka, Pîreatîn
Deimanivka (în ucraineană Дейманівка) este o comună în raionul Pîreatîn, regiunea Poltava, Ucraina, formată din satele Deimanivka (reședința), Prîhidkî și Șkuratî.

## Demografie
Componența lingvistică a comunei Deimanivka
     Ucraineană (95,12%)
     Rusă (4,36%)
     Alte limbi (0,26%)
Conform recensământului din 2001, majoritatea populației comunei Deimanivka era vorbitoare de ucraineană (95,12%), existând în minoritate și vorbitori de rusă (4,36%).